# Sydvästra pama-nyunganska språk
Sydvästra pama-nyunganska språk (eller nyungiska språk) är den mest varierande och omfattande underspråkfamilj inom den pama-nyunganska språkfamiljen i Australien. Den omfattar ungefär femtio unika språk.

## Underordnade grupperingar
- Ngayarta
- Kanyara
- Mantharta
- Kartu
- Nyunga
- Mirniny
- Wati
- Marrngu
- Ngarrga
- Ngumpin
- Nangga
- Yura